# 遠山房吉

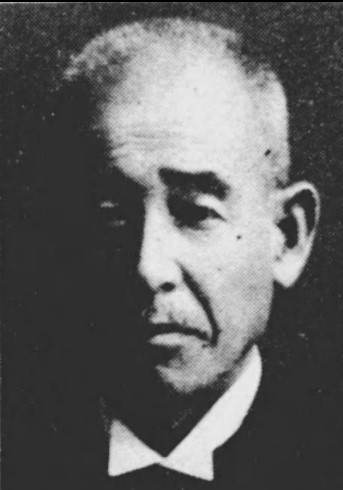
遠山房吉

遠山 房吉（とおやま ふさきち、1869年3月20日（明治2年2月8日） - 1939年（昭和14年）3月17日）は、日本の篤農家、政治家。衆議院議員。

## 経歴
信濃国諏訪郡、後の中洲村（現長野県諏訪市）で遠山嘉藤治の長男として生まれる。北海道開拓を志し、1897年に河西郡芽室村に移住。
馬鈴薯、粟、麦などの作物を栽培するとともに、水田の開発を推進し、養蚕の導入などを行う。芽室農会評議員、同衛生組合長、北海道蚕糸会評議員、河南土功組合議員、北海道地方種繭審査委員、十勝六郡農会評議員、十勝郡農会副会長、北海道農村産業組合評議員などを務めた。
政界では、芽室村会議員、同学務委員、所得税調査委員、北海道会議員を歴任。1937年4月、第20回衆議院議員総選挙で北海道第五区から立憲民政党所属で出馬し当選したが、在任中に死去した。